# Bányászemlékmű (Szendrő)

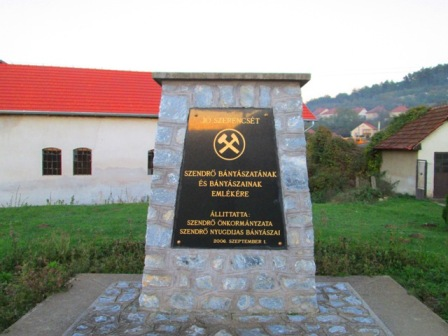
Bányászemlékmű (Szendrő)

A szendrői bányászemlékmű a város bányászai és bányászati hagyományai előtt tiszteleg. A helyi nyugdíjas bányászok egyesületével közösen 2006. szeptember elsején avatta fel a település önkormányzata. 
Szendrő korábban egészen a 20. század első feléig rendelkezett néhány kisebb, ún. suszterbányával, melyekből barnaszenet termeltek ki. Később a település bányászai jellemzően a rudabányai vasércbányában vagy az ormosbányai szénbányában dolgoztak. 
Az emlékmű felirata: „JÓ SZERENCSÉT SZENDRŐ BÁNYÁSZATÁNAK ÉS BÁNYÁSZAINAK EMLÉKÉRE ÁLLÍTTATTA SZENDRŐ ÖNKORMÁNYZATA SZENDRŐ NYUGDÍJAS BÁNYÁSZAI 2006. SZEPTEMBER 1.”